# Glaciar Fiescher
El glaciar Fiescher (Fieschergletscher en alemán) es un valle glaciar en el lado sur de los Alpes berneses en el cantón de Valais, Suiza. Con 16 km de longitud, es el segundo glaciar más largo de los Alpes. El glaciar cubre una superficie de 33 km² (13 millas cuadradas).

El nacimiento del glaciar Fiescher está a 4.000 m sobre el nivel del mar, en la vertiente oriental del Fiescherhorn, está flanqueado al oeste por el Grünhorn y el Gross Wannenhorn y al este por el Finsteraarhorn.

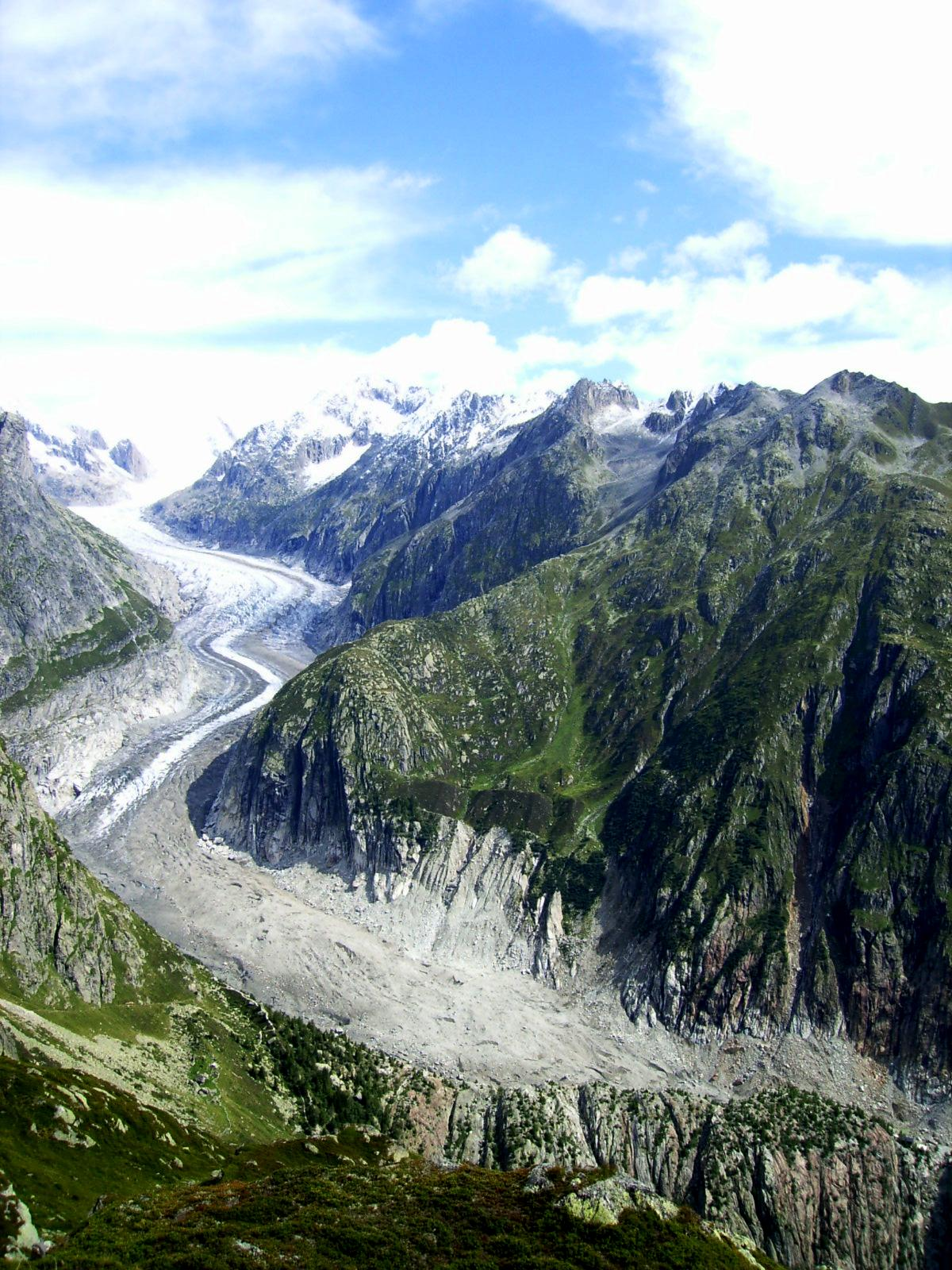
El extremo inferior del glaciar

En la sección inferior, el glaciar Fiescher fluye hacia el sur a través de un profundo valle entre el Gross Wannenhorn y el Wasenhorn. En verano, cuando la capa de nieve se derrite, tiene un color gris porque está cubierta de rocas que provienen de las empinadas laderas de las montañas de alrededor. El extremo de la lengua del glaciar está a unos 1.700 m sobre el nivel del mar.

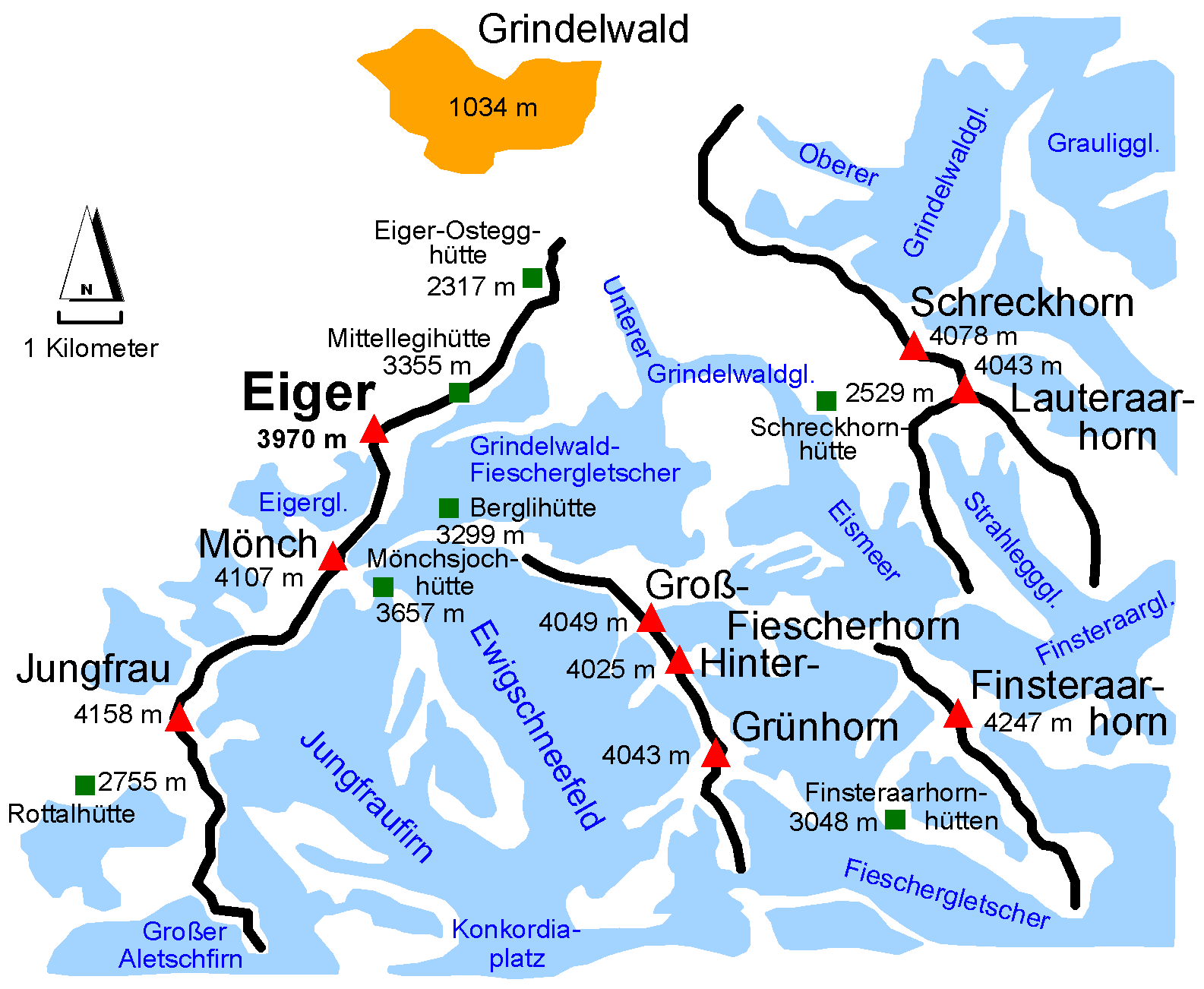
Este mapa muestra el Fieschergletscher en la parte inferior derecha con el Finsteraarhornhütte justo arriba y el Grindelwald-Fieschergletscher en el medio.

En la vertiente sudoccidental del Finsteraarhorn, a unos 100 m (330 pies) por encima del Fieschergletscher, el refugio de Finsteraarhornhütte del Club Alpino Suizo (3.048 m (10.000 pies) sobre el nivel del mar) se utiliza a menudo como estación intermedia en la ruta de Lötschental o Jungfraujoch al puerto de Grimsel.
Este glaciar no debe confundirse con el llamado Grindelwald-Fieschergletscher, al norte del Fiescherhörner, situado cerca de Grindelwald.